# 歐陽偉豪
歐陽偉豪（英語：Benjamin Au Yeung Wai Hoo，1967年8月17日—），綽號「Ben Sir」，香港粵語語言學家、電視節目主持人、演員，中學時曾是排球和籃球校隊成員，1980年代末當過小學體育老師，1995、1997及2005年分別取得香港中文大學英語系學士、語言學碩士和香港科技大學語言學博士學位；對粵語產生興趣始於修讀碩士課程時，其論文主要研究深圳跨境學童的粵語能力。
2004年至2017年9月，歐陽偉豪任職香港中文大學中國語言及文學系高級講師期間，在無綫電視主持幾個以粵語教育為題材的綜藝節目《最緊要正字》（2006年）、《學是學非》（2013年）、《男人食堂》（「粗口學堂」環節、2016年）。尤在前者「粗口學堂」環節內講解粵語髒話令他為人熟悉，由此逐漸轉型為節目主持人、演員及 YouTuber，2021年4月至2022年7月更正式簽約為無綫電視基本合約藝人。

## 背景

### 早年生活
歐陽偉豪於觀塘賽馬會健康院出生，並從觀塘區長大。他一家共有三兄弟，父親為一名文員，母親則為家庭主婦。他畢業於聖若翰天主教小學（1979年第17屆上午校）及中華基督教會基智中學預科（1984年第15屆中五；1986年中七）。在校時曾是籃球和排球校隊成員，且贏得學界比賽亞軍。由於香港高級程度會考的成績未足以讓他升讀本地大學，而自己在運動方面表現較佳，於是入讀葛量洪師範學院，修讀兩年制小學教育文憑（兼修體育）。他在1988至1993年任教啟德官立小學體育科，之後轉到將軍澳官立小學繼續任職體育科老師，與該校當時的訓導主任孫慧蓮共事；1993年往大學深造，兩年後獲得香港中文大學文學士學位（主修英文，副修中文），1997年則獲取應用英語語言學哲學碩士學位。2005年，他再取得香港科技大學語言學哲學博士，其博士論文主攻漢語量詞，題為《An interface program for parameterization of classifiers in Chinese》。另外，他亦考獲英國語言學會的會員資格，曾於遵理學校舉辦講座；任職大學講師前曾於幼稚園當過三日教師。

### 推廣及捍衛粵語文化
除了學校教學之外，歐陽偉豪在《明報》專欄〈同你講正音〉、〈同你講正句〉、〈中英見面冊〉及〈中英對談〉教授中文及英文知識，也有為《信報》及《星島日報》撰寫專欄，並曾連續一年多為《東方日報》撰寫專欄〈豪筆起〉。他曾於2006年獲得香港語言學學會最佳博士論文獎，其學術著作曾被麻省理工學院的 Linguistic Inquiry、劍橋大學的 Bilingualism: Language and Cognition 學院等引用。而在保護本土粵語運動中，他支持廣東話的發展及保留繁體字。
2018年，歐陽偉豪在社交網站臉書上發文，批評香港教育局引用香港中文大學普通話教育研究及發展中心榮譽專業顧問宋欣橋，一些關於「粵語不是母語」的文章是「引用權威未夠精準」，又表示「粵語係我哋嘅母語（粵語是我們的母語）」和批評當局立場 —— 「粵語不是官方語言」偏頗，棄用粵語研究學者而選取未符合資格人士的著作，質疑其真正動機。他還提及數年前教育局曾於官方網頁一度指廣東話是「一種不是法定語言的中國方言」，引起各界強烈抨擊，遂將該句刪除而非修正，故認為政府一連串行動有意「矮化」和「壓抑」粵語。

### 涉足娛樂圈及開辦社企

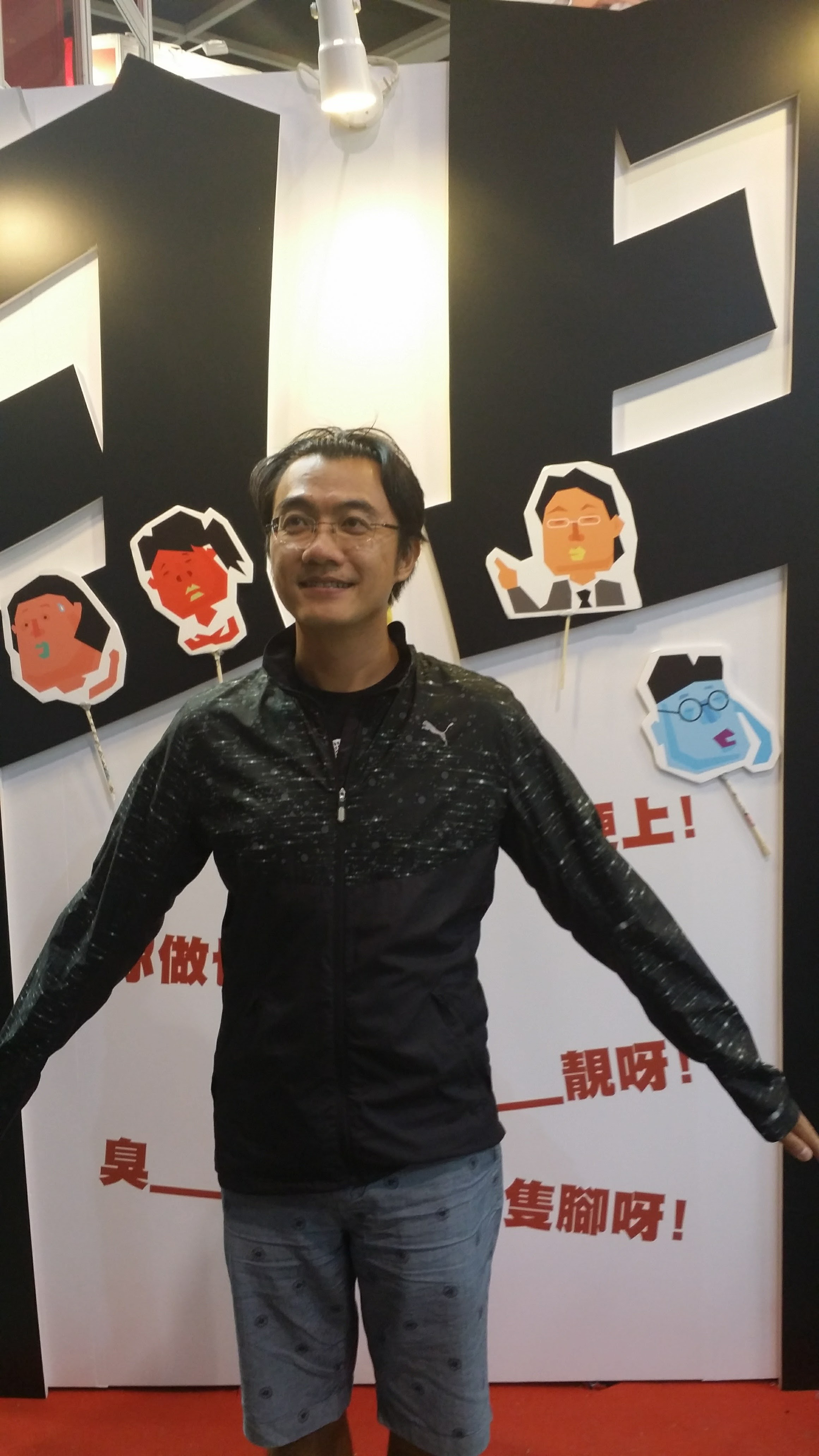
2016年的歐陽偉豪

2016年，歐陽偉豪受到製作人吳俊達邀請，在《男人食堂 - 粗口學堂》環節中擔任主持，之後憑綜藝節目《Ben Sir學堂》首次獲提名《萬千星輝頒獎典禮2016》「最佳節目主持」，至於該節目亦獲提名「最佳資訊節目」。2017年，他客串無綫電視劇集《誇世代》，飾演解釋廣東話俗語的醫生「湯漢邦」，也獲邀透過該台綜藝節目《Ben Sir睇樓團》、《理財有道》分享投資心得。同年12月，他接受傳媒訪問時表示「沒想過人生可以變成這樣，原來將學術與演藝結合是有可能的」，更直言「人到五十，機會不等人，正所謂花無百日紅，搵五年錢就足夠了，呼籲大家記得來救濟一下」。
2020年8月，歐陽偉豪跟劇場工作者兼2015年香港十大傑出青年楊秉基，一起開設 YouTube 頻道「戲B」諷刺時弊；同年9月再與太平紳士陳繼宇開辦社會企業「教育者聯盟」（Edvengers），擔任中間人為社福機構招聘大學生精英。2021年4月，他正式簽約成為無綫電視基本合約藝人，至2022年7月初約滿離開，朝戲劇創作及粵語教育方向發展。

## 軼聞

### 擅長投資物業
歐陽偉豪與其妻陳惠雯（Cindy）為就讀葛量洪師範學院時的同學。二人於1988年畢業後曾在將軍澳官立小學任職教師，而其妻任教音樂科和中文科；他們在1995年6月24日結婚。陳惠雯現時是將軍澳官立小學的教務組主任，兩人婚後沒有子女。另外，他於24歲時已開始學習投資物業，最初購入筲箕灣一個價值90萬元的單位收租，四年後再買入柴灣杏花邨一個800方呎、樓價逾500萬元的單位作自住用途。直至1997年遇上金融風暴，他選擇賣出杏花邨單位而短暫與家人同住，1998年以不足400萬元購入列拿士地臺單幢式物業單位，並居住了十年。
2008年8月金融海嘯的影響逐漸擴大，歐陽偉豪在議價後購入了西半山輝煌臺一個少於300萬元的400平方呎單位，共擁有兩個物業。不久在樓價回升後又售出列拿士地臺單位，自租銅鑼灣屋苑居住和將輝煌臺單位用來收租；最終連輝煌臺物業都放售，2012年農曆新年期間跟妻子以1,300萬元購入雍景臺一個千呎低層單位自住，完成了多年搬進半山區的目標。

## 演出作品

### 綜藝節目
| 首播          | 節目名                         | 備註                      |
| 無綫收費電視  |                                |                           |
| 2005年        | 小TEEN地                       | 固定演出                  |
| 無綫電視      |                                |                           |
| 2006年        | 最緊要正字                     | 固定演出嘉賓              |
| 2009 - 2010年 | 正識第一（第一輯）             | 固定演出嘉賓              |
| 2013年        | 電視廣告醒字派                 | 固定演出嘉賓              |
| 2013年        | 學是學非                       | 固定演出嘉賓              |
| 2014年        | 學是學非2                      | 固定演出嘉賓              |
| 2015年        | 學是學非3                      | 固定演出嘉賓              |
| 2016年        | 學是學非4                      | 固定演出嘉賓              |
| 2016年        | 2017 TVB節目巡禮星光晚宴       | 固定演出嘉賓              |
| 2016年        | 萬千星輝頒獎典禮2016           | 固定演出嘉賓              |
| 2017年        | 群星拱照Big Big Channel        | 固定演出嘉賓              |
| 2017年        | big big channel 失驚無神賀中秋 | 固定演出嘉賓              |
| 2017年        | 萬千星輝賀台慶                 | 固定演出嘉賓              |
| 2018年        | 後生仔傾吓偈                   | 第127-128、503-504、728集 |

### 主持節目
| 首播       | 節目名            | 備註                 |
| 有線電視   |                   |                      |
| 2006年     | 粵語正音基本功    | 有線兒童台           |
| 2010年     | 廣東話唔洗撐 (一) | i-CABLE              |
| 無綫電視   |                   |                      |
| 2011年     | 辛亥足跡          | 主持之一             |
| 2016年     | 廣告學堂          | 主持之一             |
| 2016年     | Ben Sir學堂       | 主持之一             |
| 2017年     | Ben Sir研究院     | 主持之一             |
| 2017年     | Ben Sir開Show     | 主持之一             |
| 2017年     | 香港情·香港味     | 第1集                |
| 2017年     | Ben Sir睇樓團     | 第一輯、主持之一     |
| 2018年     | Ben Sir睇樓團     | 第二輯、主持之一     |
| 2019年     | Ben Sir睇樓團     | 第三輯、主持之一     |
| 2021年     | 港產旅行團        | 主持之一             |
| 2022年     | 冇人性教育        | 第一、二輯；主持之一 |
| MyTV SUPER |                   |                      |
| 2022年     | 虎年夠Chill食玩遊 | 主持之一             |
| HOY TV     |                   |                      |
| 2023年     | 東呃西騙          | 主持之一             |

### 電視劇
| 首播     | 劇名                 | 角色                            |
| 香港電台 |                      |                                 |
| 2016年   | 有倉出租             | 鍾 sir（第9集）                 |
| 2021年   | 格外樓神             | 屋宇署驗樓師范逸如（第1 - 3集） |
| 無綫電視 |                      |                                 |
| 2017年   | 誇世代               | 湯漢邦（第2、17集）             |
| 2022年   | 凶宅清潔師（J2首播） | 歐陽暉                          |
| 2025年   | 富貴千團             | 古柏榮（古大師）                |
| ViuTV    |                      |                                 |
| 2023年   | 社內相親             | 孫仲楷                          |

### 網絡劇
| 首播     | 劇名     | 角色 |
| 耀榮文化 |          |      |
| 未播映   | 粵語法證 |      |

### 電影
| 首映   | 電影名                                               | 角色              |
| 2017年 | 愛情奴隷獸                                           | Ben Sir           |
| 2017年 | 日本東北越行越愛 第一、二話 （日本國家旅遊局微電影） | Benjamin          |
| 2018年 | 我的情敵女婿                                         | 黃龍雞            |
| 2018年 | 大師兄                                               | Ben Sir（斌 Sir） |
| 2020年 | 死因無可疑                                           | 張健科            |
| 2021年 | 二人小町                                             | 成光仁            |
| 2021年 | 感動她77次                                           | 手機店職員        |

### 舞台劇
| 首演     | 劇名                       | 角色      |
| 好戲量   |                            |           |
| 2018年   | 駒歌2018                   | Seven Sir |
| 爆炸戲棚 |                            |           |
| 2019年   | 我們的青春日誌             | 高立仁    |
| 2020年   | 我們的青春日誌2020（重演） | 高立仁    |
| 2023年   | 我們的青春日誌2023（重演） | 高立仁    |

### 廣告
| 年份   | 產品                                                                                       |
| 2014年 | AIA「MPF 積金術」                                                                          |
| 2016年 | 港股策略王「策略王直播室 - Ben Sir 股票術語教室：倉篇」                                    |
| 2016年 | 港股策略王「策略王直播室 - Ben Sir 股票術語教室：老鼠倉篇」                                |
| 2016年 | 港股策略王「策略王直播室 - Ben Sir 股票術語教室：蟹貨篇」                                  |
| 2016年 | 港股策略王「策略王直播室 - Ben Sir 股票術語教室：搭棚篇」                                  |
| 2016年 | 港股策略王「策略王直播室 - Ben Sir 股票術語教室：斬倉篇」                                  |
| 2016年 | 港股策略王「策略王直播室 - Ben Sir 股票術語教室：蒼井空篇」                                |
| 2016年 | 港股策略王「策略王直播室 - Ben Sir 金融術語教室」                                          |
| 2016年 | PlayStation VR「體驗『VR 之高潮』 - 最期待的畫面出現了！」                                 |
| 2016年 | SmarTone「Ben Sir 特約 - 笑臨學堂：周街過電篇」                                            |
| 2016年 | SmarTone「Ben Sir 特約 - 笑臨學堂：抦走滋擾篇」                                            |
| 2016年 | 幸福醫藥「幸福胃的素 - 胃食神」                                                            |
| 2016年 | 幸福醫藥「幸福胃的素 - 無胃事學堂」                                                        |
| 2016年 | SmarTone「Ben Sir 特約 - 笑臨學堂：伯友疑難篇」                                            |
| 2016年 | 金融管理局「負責任借貸」                                                                   |
| 2016年 | Oral-B「臨床科研護齦雙管牙膏 - 你的牙肉健康嗎？」                                          |
| 2016年 | Oral-B「臨床科研護齦雙管牙膏 - Ben Sir 教 Oral！」                                         |
| 2017年 | 李錦記「蠔油」                                                                             |
| 2017年 | 幸福醫藥「幸福胃的素 - 家有𢲡事」                                                          |
| 2017年 | Laneige「急救睡眠眼膜 - 十二道 Ben 味」                                                    |
| 2017年 | MediLASE「BEN Sir 歐陽偉豪：人生中最顛覆的一場革命」                                       |
| 2017年 | SONY「BRAVIA - Ben Sir × 蕭叔叔研究院：X1 光影處理器 - 最緊要有腦」                        |
| 2017年 | SONY「BRAVIA - Ben Sir × 蕭叔叔研究院：X1 光影處理器 - 晰毛辨髮」                          |
| 2017年 | SONY「BRAVIA - Ben Sir × 蕭叔叔研究院：X1 光影處理器 - 黑白分明」                          |
| 2017年 | 長者安居協會「全港賣旗日 - Ben Sir 慈善學堂」                                              |
| 2017年 | 白蘭氏「Cs-4蟲草雞精 - i Cute 題劇場」                                                     |
| 2017年 | Uber「Ben Sir #香港研究所：香港人，生活窄唔窄？」                                          |
| 2017年 | Uber「Ben Sir #香港研究所：香港搭車真係咁 sor？」                                          |
| 2017年 | Uber「Ben Sir #香港研究所：香港創新科技有幾 sosad？」                                      |
| 2017年 | 日本國家旅遊局「越行越愛@日本東北」                                                        |
| 2018年 | TonySame（香港）「Ben sir × tonysame 【一代宗師粵問】」                                    |
| 2018年 | 錢家有道「投資奇異博士誤闖香港」                                                           |
| 2018年 | 錢家有道「投資奇異博士 - 比特幣」                                                          |
| 2018年 | 錢家有道「投資奇異博士 - 做功課」                                                          |
| 2018年 | 錢家有道「投資奇異博士 - 市盈率」                                                          |
| 2018年 | 錢家有道「投資奇異博士 - 莊家伎倆」                                                        |
| 2018年 | 必妥碘「喉嚨噴霧 - Ben Sir 癲學堂：喉嚨痛到癲 CLEAR 靠 BETADINE」                          |
| 2018年 | 必妥碘「鼻腔噴霧 - Ben Sir 癲學堂：傷風、鼻塞到癲 CLEAR 靠 BETADINE」（平面廣告）          |
| 2018年 | 必妥碘「冰涼消毒漱口水 - Ben Sir 癲學堂：痱滋、喉嚨痛到癲 CLEAR 靠 BETADINE」 （平面廣告） |
| 2018年 | 必妥碘「檸檬蜜糖味喉糖 - Ben Sir 癲學堂：喉嚨唔妥愁到癲 CLEAR 靠 BETADINE」（平面廣告）    |
| 2018年 | TonySame（香港）「tonysame × Ben sir【林亞珍篇】」                                         |
| 2018年 | TonySame（香港）「tonysame × Ben sir【電車男篇】」                                         |
| 2018年 | 美國雅培「活力加營素 - 大肌密」（平面廣告）                                                |
| 2018年 | 美國雅培「活力加營素 - 大肌密：關節唔得，補鈣一定得？」                                    |
| 2018年 | 美國雅培「活力加營素 - Ben Sir 肌肉字典教室」                                              |
| 2018年 | 美國雅培「活力加營素 - 食沙律真係 Keep 到 Fit？」                                          |
| 2018年 | 美國雅培「活力加營素 - Ben Sir 挑肌大作戰」                                                |
| 2018年 | 魔塊遊戲有限公司「《武林外傳M》劇場 - Ben Sir 現身武林學院？」                             |
| 2018年 | cpjobs.com「Ben Sir: 搵工搵啱 FIELD」                                                      |
| 2018年 | cpjobs.com「搵工要啱 FIELD — 杰寧公主、Bella 篇」                                          |
| 2018年 | cpjobs.com「搵工要啱 FIELD — Ansheles 俄仔、Bella 篇」                                     |
| 2018年 | 滙豐「保險界外星文大拆解：外星文學研究所 - 第一集！」                                      |
| 2018年 | 滙豐「保險界外星文大拆解：外星文學研究所 - 最終回！」                                      |
| 2019年 | 必勝客（香港）「鹹蛋黃醬芝心批 - 鹹蛋黃醬出沒注意！」                                      |
| 2019年 | 必勝客（香港）「【Ben Sir 開局 邊個先係主角？】 - 鹹蛋黃醬芝心批登場」                     |
| 2019年 | Marier Skincare「Ultra FEMME 360 - Ben Sir 收陰學堂！」                                    |
| 2019年 | 美國雅培「活力加營素 - 肌肉復活戰：金牌運動員世紀對決！」                                  |
| 2019年 | 美國雅培「活力加營素 - 肌肉復活戰，答案揭曉！」                                            |
| 2019年 | 美國雅培「活力加營素 - 肌肉爭呢杯：運動前，識得 Shake 好緊要！」                           |
| 2019年 | 美國雅培「活力加營素 - 黃金半小時：爭分奪肌，一杯搞掂！」                                  |
| 2020年 | 螯合鉑金液「香港製造 - 殺菌抗疫，螯視同儕，係你嘅抗疫首選」                                |
| 2020年 | WeLab Bank「Virtual Ben 知你港乜 - Shopping 篇」                                           |
| 2020年 | WeLab Bank「Virtual Ben 知你港乜 - 儲錢篇」                                                |
| 2024年 | 御藥堂「NMN PRIME 21000人參逆齡抗衰配方 - Ben Sir 力推御藥堂 NMN 全日 Keep 住精神」        |

### 其他
| 首播            | 節目名                                      | 備註             |
| 2012年 - 2014年 | 男男自語 （页面存档备份，存于）（網上節目） | 主持             |
| 2018年          | 口水多過浪花                                | 8月13 - 17日嘉賓 |
| 2019年          | 敏感時刻                                    | 4月19日嘉賓      |
| 2022年          | 光明頂                                      | 9月1日嘉賓       |

| 日期              | 內容                                   | 備註                        |
| 2017年6月23、24日 | BEN SIR 開 SHOW                        | 脱口秀                      |
| 2017年12月8日     | 十大最受歡迎演唱會暨樂壇頒獎禮2017     | AEG Music Channel；頒奬嘉賓 |
| 2018年1月26、27日 | Ben Sir 語溝學：18膠送保育港式粗口之門 | 脫口秀                      |
| 2018年            | 武林外傳M                              | 廣東話版；配演 歐陽斌       |
| 2022年3月13日     | Don't Judge a Book by its Cover        | 張寶華脱口秀                |

## 音樂作品

### 單曲
- 2019年：《廣東話勁到爆煲》

## 著作
| 年份   | 書名                                                                          | 備註     |
| 1997年 | 〈A Parametric Analysis of Cantonese & Mandarin Nominals〉                    |          |
| 1998年 | 〈也談粵語“晒”的量化表現特徵〉﹝《方言》﹞                                    |          |
| 2000年 | 〈粵語句末助詞的第二語言習得〉﹝《第七屆國際粵方言研討會論文集 - 方言季刊》﹞ |          |
| 2003年 | 〈有參數特色的古漢語名語結構的構擬〉﹝《研究生學刊》﹞                        |          |
| 2003年 | 〈廣州話名量詞動量詞的不對稱句法表現〉《中國語文通訊》﹞                      |          |
| 2004年 | 〈粵語起始助詞的研究〉﹝《中國語文研究》﹞                                    |          |
| 2005年 | 〈「開、住、得」複句解構〉                                                    |          |
| 2007年 | 〈Multiplication basis of emergence of classifiers〉                          |          |
| 2007年 | 〈Cantonese classifier di1 and genericity〉                                   |          |
| 2008年 | 《粵講粵法》                                                                  |          |
| 2009年 | 〈香港潮語句法的參數分析〉                                                    |          |
| 2010年 | 〈中英對談：從語言學角度看「撐粵語運動」〉                                    |          |
| 2011年 | 《中英大不同 語法解密》                                                       |          |
| 2012年 | 《撑廣東話》                                                                  |          |
| 2012年 | 《中英大不同2》                                                               |          |
| 2012年 | 〈A Note on Caa in Cantonese and its Grammatical Category〉                   |          |
| 2014年 | 《中文數學交叉點》                                                            |          |
| 2014年 | 《5**作文 ── 審題、立意、取材》                                               |          |
| 2014年 | 《5**作文 ── 闡釋古今中外例子》                                               |          |
| 2014年 | 《睇明報學成語》全套共三册                                                    | 擔任顧問 |
| 2014年 | 《Mind Map圖典》全套共五册                                                    |          |
| 2014年 | 《兩代「中」師散文對讀》                                                      |          |
| 2015年 | 《5**作文 ── 角度層次、意念推展》                                             | 擔任顧問 |
| 2015年 | 《文言範文精讀》上中下三冊                                                    | 擔任顧問 |
| 2015年 | 《作文：記敘描寫抒情》                                                        |          |
| 2015年 | 《作文：說明議論游說》                                                        |          |
| 2015年 | 《作文：修辭之是是非非》                                                      |          |
| 2016年 | 《Ben Sir 粗口小講堂》                                                        |          |
| 2018年 | 《廣東話要我 1》                                                              |          |
| 2018年 | 《廣東話要我 2》                                                              |          |
| 2018年 | 《關你樓事》                                                                  |          |
| 2018年 | 《Ben Sir體育堂》                                                             |          |

## 曾獲獎項與提名
| 年份   | 獎項                                 | 結果 |
| 2016年 | 萬千星輝頒獎典禮2016「最佳節目主持」 | 提名 |
| 2017年 | 萬千星輝頒獎典禮2017「最佳節目主持」 | 提名 |

## 外部連結
- 歐陽偉豪的Facebook專頁
- 歐陽偉豪的Instagram帳戶
- 歐陽偉豪在香港影庫上的簡介
- 香港中文大學中國語言及文學系 - 教師個人資料：歐陽偉豪博士